# Grenada ved sommer-OL 2012
Grenada deltog i Sommer-OL 2012 i London, som blev arrangeret i perioden 27. juli til 12. august 2012. Grenada vandt deres første medalje nogensinde, da Kirani James vandt 400 meter løbet i Atletik.

## Medaljer
| 2012 London | Guld | Sølv | Bronze | Total |
| Grenada     | 1    | 0    | 0      | 1     |

## Medaljevinderne
| Grenada under sommer-OL 2012 i London | Grenada under sommer-OL 2012 i London | Grenada under sommer-OL 2012 i London | Grenada under sommer-OL 2012 i London | Grenada under sommer-OL 2012 i London |
| Medaljer                              | Atlet                                 | Sport                                 | Øvelse                                | Resultat                              |
| ------------------------------------- | ------------------------------------- | ------------------------------------- | ------------------------------------- | ------------------------------------- |
| Gull                                  | Kirani James                          | Atletik                               | 400 meter mænd                        | 43,94                                 |